# Hierronius laevis
Hierronius laevis is een keversoort uit de familie Cybocephalidae. De wetenschappelijke naam van de soort is voor het eerst geldig gepubliceerd in 1864 door Wollaston.